# Cylindrepomus albomaculatus
Cylindrepomus albomaculatus là một loài bọ cánh cứng trong họ Cerambycidae.